# Haplophyllum robustum
Haplophyllum robustum är en vinruteväxtart som beskrevs av Bge.. Haplophyllum robustum ingår i släktet Haplophyllum och familjen vinruteväxter. Inga underarter finns listade i Catalogue of Life.